# Nordicum-Mediterraneum
Nordicum-Mediterraneum är en årlig "peer reviewed" tidskrift från Akureyris universitet som handlar om medelhavs- och nordiska studier. Tidskriften fokuserar särskilt på historisk, kulturell, ekonomisk, politisk, vetenskaplig, religiös och konstnärlig förhållandet mellan Island och Italien. 